# X. Henrik bajor herceg
X. Henrik bajor herceg, más néven Büszke Henrik (1108. – Quedlinburg, 1139. október 20.) bajor herceg 1126-tól haláláig.
IX. Henrik bajor herceg fia. 1127. május 29-én nőül vette Gertrúdot, III. Lothár császárnak egyetlen leányát, akivel a supplinburgi, braunschweigi és nordheimi birtokokat kapta Szászországban. 1136-ban Rómába kísérte a császárt, aki ekkor a tusciai őrgrófságot ruházta reá.  Miután a császár a visszaúton halálos ágyán (1137) Szászország hercegévé nevezte ki, és a királyi jelvényeket is rábízta, Henrik biztosra vette a megválasztatását. A német fejedelmek azonban, attól tartva, hogy Henrik túl nagy hatalomra tesz szert, inkább a Stauf-házból származó Konrádot emelték a trónra. Henrik eleinte vonakodott III. Konrádot elismerni és még átok terhe alatt sem szolgáltatta ki a koronát. Az új császár erre Szászországot I. (Medve) Albertnek, Bajorországot pedig az osztrák Lipótnak adományozta. A kitört polgárháborúban Henrik végképp elvesztette Bajorországot, Szászországot ellenben sikerrel megvédelmezte Albert ellenében. Még tartott a harc, amikor Henrik váratlanul meghalt. Königslutterben temették el. Fia, Oroszlán Henrik, Szászországot utóbb visszakapta.